# Пульпопідйомник
Пульпопідйомник (рос. пульпоподъемник, англ. pulp elevator, нім. Trübeaufzug m) – машина для перекачування пінної пульпи, в якій вода звільняється від частини піни до надходження в імпелер. Застосовується при збагаченні корисних копалин флотацією. Належить до флотаційного допоміжного обладнання.